# Robert O’Connor
Robert O’Connor (* 1959 in Manhattan) ist ein US-amerikanischer Schriftsteller.
O’Connor wuchs in New York auf, wo er heute mit seiner Frau und seinen zwei Kindern lebt. Er lehrt an der State University of New York Englisch und Belletristik. Robert O’Connor wurde mit seinem 1993 erschienenen und bislang einzigen Roman Buffalo Soldiers (dt. Army Go Home!) bekannt, der 2001 unter dem Titel Army Go Home! verfilmt wurde.

## Bibliographie
- 1993 Buffalo Soldiers

| Personendaten    | Personendaten                    |
| ---------------- | -------------------------------- |
| NAME             | O’Connor, Robert                 |
| KURZBESCHREIBUNG | US-amerikanischer Schriftsteller |
| GEBURTSDATUM     | 1959                             |
| GEBURTSORT       | Manhattan                        |